# Daniel Closa i Autet
Daniel Closa i Autet (Barcelona, 1961) és doctor en biologia i investigador del CSIC. Les seves recerques científiques s'han centrat en l'estudi de processos relacionats amb la inflamació. Actualment dirigeix un grup de recerca sobre malalties pancreàtiques a l'Institut d'Investigacions Biomèdiques de Barcelona. El 1994 va guanyar el Premi de Novel·la Científica amb la novel·la Tots som parents. També és autor d'obres de ficció, com Setembre de passió i El secret de l'Almogàver. L'any 2007 edita l'obra de divulgació científica Blocs de ciència (Publicacions URV), basada en el seu bloc, i el 2008 100 enigmes que la ciència (encara) no ha resolt. Posteriorment el bloc es va traslladar a les pàgines del diari Ara, i actualment es troba allotjat en un bloc propi.